# SDコマンド戦記II ガンダムフォース
SDコマンド戦記II ガンダムフォースは、SDコマンド戦記シリーズの第二作である。

## 概要
前作G-ARMSに引き続き企画された。前作のミリタリー色とは異なり、悪に支配された荒廃した街を舞台とした、近未来設定が描かれた。デラックスボンボンにおける漫画連載（漫画：神田正宏）、ボンボンKC『元祖! SDガンダム』のマンガや玩具の元祖SDガンダムなどで引き続き展開。アーマーの着脱などで変形する玩具が多く発売された。

## あらすじ
前作で宇宙に逃亡した悪の根源フューラーザタリオンを追い、Vコマンドガンダムは惑星を離れた。つかの間の平和が訪れたが、ある日巨大なコロニーが大陸に落下。新たなMS軍団の前にまたたく間に惑星は侵略されてしまった。
巨大複合企業ジオニック・コネクションの圧政に対し、かつての戦士たちはジオニックシティのあちこちでレジスタンス活動を行っていた。

## 登場人物
括弧内はモチーフとなった兵器・キャラクター・人物。
記載されている設定身長等はリアル頭身時のもので、SDの場合は約1/10の人間サイズである。

### ガンダムフォース

#### 指揮官
キャプテンガンダムFF（フリーダムファイター）（ガンダム）
コロニー落下事件の際に死亡したと思われていたキャプテンガンダムの新たな姿。重傷を負っていたところをガンアーマーによって助けられ、ガンアーマーと融合することによりキャプテンガンダムFFにパワーアップした。
ジオニックコネクションの圧政に対抗するためにガンダムフォースを結成、レジスタンス活動を指揮する。ライオンファイターに変形が可能で、必殺技はガンアーマーから引き続き『ハイパー獅子の牙』。
元祖SDガンダム No.100

#### ファイヤーフォース
キャプテンアレックス（NT-1アレックス）
レスキューチーム、ファイヤーフォース隊長。普段は物静かな消防隊長ガンファイヤー。怒りに燃えるとチョバムアーマーを脱ぎ捨て、剣士ガンブレーダーとなり悪を斬る。
ファイヤーブレイザーというトレーラーで仲間たちを搬送する。
元祖SDガンダム No.96（ガンファイヤー）、No.106（ファイヤーブレイザー）
ファイヤーブレイザー
キャプテンアレックスが搭乗する特殊トレーラー。サポートメンバーが乗り込むコンテナポッドを搭載可能で、状況に応じて使い分けることができる。
1号ポッド
相変わらずの改造マニアDr.ガンタンクと助手ヘビーガン、看護師ナースボールからなるレスキューチーム。
2号ポッド
ブレイズキャノン（ガンキャノン量産型）、苦労人リック・ディアス、レスキューボールの消防チーム。
3号ポッド
酒好きのジム・キャノンII、ブルタンクR-44（ガンタンクR-44）、ドーザーボールの工作チーム。
4号ポッド
水中活動チーム。キザなメタス、水中が大好きなリ・ガズィ、ダイバーボールの大所帯。
5号ポッド
戦闘チーム。アイドルおたくジムIII、温厚なディジェ、コンバットボールを擁する。

#### プラズマフォース
キャプテンプラス（Ζプラス）
警察部隊プラズマフォースのリーダー。白バイ警官ガンライダーとして活動している純情な男。逮捕できない悪党に対しては、重火器を装備したガンプラズマーに変身して立ち向かう。
専用バイクはプラズマシューター。
元祖SDガンダム No.97（ガンプラズマー）
プラズマフォースのメンバーは前作よりのヘビーガンダム、百式のあぶない刑事コンビや、機動部隊パワードジム、パトボール。

#### クラッシャーズ
ジオニックシティ周辺で活動するバンド集団。陰ながらガンダムフォースの支援を行う。なお、劇場アニメである機動戦士SDガンダム祭り「ファイナルフォーミュラーVSノウムギャザー」においては「ペナルティキックオールディーズ」というバンド名でガンダムフォースの支援活動をしていた。その際にはすべてのメンバーが仮面やサングラスを着用して素性を隠していた。
ヘビメタガンダム
ヘビメタバンド、クラッシャーズのリードギタリスト。極秘にガンシャドウとして、キャプテンガンダムFFの命を受け、G-ARMSメンバーを捜索する。
元祖SDガンダム No.99（ヘビメタガンダム）
スパークガンダム（Ζガンダム）
寡黙なベーシスト。気合を入れると電撃と共に髪が逆立つ。
元祖SDガンダム No.104
ハリケーンガンダム（ΖΖガンダム）
ドラマー。お祭り大好き。エドモンド本田に似ている。
ミディガンダム（νガンダム）
キーボーディスト。芸術家タイプでキザ。1991年頃の小室哲哉に似ている。
トロンちゃん
リードボーカル。元気なわがまま娘。そこら辺のMSよりよっぽど強い。キャラクターデザインは菊池通隆による。
ブラックガンダム
新人パーカッション。モヒカン頭の謎の人物。その正体はブラックベレーガンダムである。

#### その他
スターガンダムGP01（ガンダムGP01Fb）
突如飛来したVコマンド直属の部下。詳細はSDコマンド戦記III SUPER G-ARMSにて。
元祖SDガンダム No.108
ブラックベレーガンダム
レッドベレーガンダム
前作の諜報員たち。陰ながらガンダムフォースに協力している。

### ジオニック・コネクション

#### フューチャーカンパニー
ジオ（ジ・O）
フューチャーカンパニー社長。ジオニックコネクションの最高権力者。予言者を自称する。
バウンド・ドック
ジオの傍に控える番犬。二体のMSに分離して襲ってくる。
他に殺人鬼ジェイソンアッシマー、幻術師ボリノーク・サマーン、吸血鬼メッサーラらがいる。
ザウエルRジャジャ（R・ジャジャ）
しぶとく生き延びたRジャジャ。フューチャーカンパニーの元で指揮を振るう。
前作に引き続き側近としてギラ・ドーガ、クィン・マンサが控えている。
ビグ・ザム
ジオが密かに地下に建造していた巨大兵器。
バウンティハンターグフ（グフ）
ガンダムフォースに苦戦するジオが招いた強力な賞金稼ぎ。剣のみで戦う武人。
その正体はキャトル＆ゲゼが作った暗殺用サイボーグ、ザクバーダインスケルトンT800である。元ネタはターミネーターシリーズのサイバーダインT-800。
元祖SDガンダム No.105

#### コスモ・ザタリオン
皇子ビギナ・ギナと彼に付き従う騎士ダース・ベルガ（ベルガ・ギロス）、ロボット兵士デナン・ゾン。ジオニック・コネクションの背後にいる黒幕だが…。
元祖SDガンダム No.109（ダース・ベルガ）

#### 闇一族
ザクト（ザク）
一族を率いる隻眼の親分。土建業界を仕切っている。長男コザク（旧ザク）、次男コンザク（ザクII）、三男シンザク（ザクIII）という息子たちがいる。他に発破師ガルスJ、地下作業のドーベン・ウルフ、削岩担当バイアランがいる。

#### アナハイム・バイオニック・オーガニゼーション
Pro.ゲゼ＆Dr.キャトル＆助手ゾック
ザタリオン帝国の兵器開発部門がそのままジオニック・コネクションに吸収されたもの。足をかくくらいしか能のないフレディビグロブロ（ビグロ/ブラウ・ブロ/グラブロ/フレディ）や、ザクレロを無数にバリエーションを付けて製作するなど変な発明は相変わらず。だが海中モンスターカプールや、空中モンスターエルメスも開発している。

#### ライオットアマゾネス
キュベレイ
交通手段を支配する女子プロレスラー集団、ライオットアマゾネスのリーダー。バイクに変形する。
暴れるのが大好きなアジャザク（ザクZ/アジャ・コング）、ゲーマルク中野（ゲーマルク/ブル中野）のコンビや、ロードウォリアーズの追っかけをしているパラス・アテネ、ハンマ・ハンマ、養子軍団キュベレイ量産型。

#### テキサスロードウォリアーズ
リードギター兼ボーカルのザック・ワイルド（ハイザック/ザック・ワイルド）、キーボーディストエディ・ギャンヘイレン（ギャン/エディ・ヴァン・ヘイレン）、ベーシストゲルググ・シーン（ゲルググ/ビリー・シーン）、ドラマードム・パウエル（ドム/コージー・パウエル）から成るバンド。クラッシャーズの人気に嫉妬し妨害工作をたくらむ。

### ブラッディ・ファミリー
ドンブラッディ（ドズル専用ザク）
宇宙へ飛び立ったVコマンドガンダムと決着を付けるべく、宇宙戦艦建造を企む、かつてのブラッディザク。陸軍兵士らをファミリーとし、ジオニックコネクションの企業を襲って資金集めをしている。
ケンプファー（ケンプファー）
ボルサリーノを被りマフィア然となったかつての陸軍将軍。ブラッディに付き従う。
部下はガトリング砲に換装したガザD、空を飛べるようになったザクII、ドム（リック・ドムII）。

### その他
にせガン5
にせガンダムレッド（サザビー）、にせガンダムブルー（アクト・ザク）、にせガンダムグリーン（ザクIII）、にせガンダムイエロー（ズサ）、にせガンダムホワイト（デナン・ゾン）の五人衆。ジオニックシティの市民である。ちなみに弱い。